# Лаудруп, Бриан
Бри́ан Ла́удруп (дат. Brian Laudrup, датское произношение: [ˈpʁiːæn ˈlɑwˀtʁɔp]; 22 февраля 1969, Вена, Австрия) — датский футболист, полузащитник и нападающий. Младший брат Микаэля Лаудрупа.
Лаудруп выступал во многих известных клубах Европы, в частности проведя треть карьеры за «Рейнджерс». В европейских клубных турнирах его лучшими достижениями являются победа в Лиге чемпионов 1993/94 с «Миланом» и в Суперкубке УЕФА 1998 года с «Челси».
Со сборной Дании Лаудруп выиграл чемпионат Европы 1992 года, а ещё через три года датчане при его участии выиграли Кубок короля Фахда (предшественник Кубка конфедераций). Кроме того, Бриан Лаудруп участвовал в чемпионате мира 1998 года и вошёл в символическую сборную турнира.
Четырежды Лаудрупа называли лучшим футболистом Дании и ещё трижды — Шотландии (в сумме по двум разным версиям). В марте 2004 года Пеле включил его в свой список «ФИФА 100». Из-за хронических травм Лаудруп рано закончил карьеру игрока, основав впоследствии собственную футбольную школу.

## Ранние годы
Бриан Лаудруп вырос в семье футболиста, его отец Финн Лаудруп выступал за сборную Дании. Бриан родился в Вене, когда отец играл за «Винер Шпорт-Клуб». Бриан, как и его старший брат Микаэль Лаудруп, продолжил дело отца, став профессиональным футболистом. Когда в 1973 году глава семейства стал тренером «Брондбю», оба брата начали выступать за молодёжный состав клуба. На профессиональном клубном уровне братья вместе не играли. Будучи в тени брата и отца, Бриан в возрасте 15 лет однажды всерьёз задумался о том, чтобы бросить футбол. Тем не менее, проведя неделю без тренировок, Лаудруп сменил своё решение и продолжил играть.

## Карьера игрока

### Клубная карьера

#### «Брондбю»
Бриан начал профессиональную карьеру в датском «Брондбю». Его конкурентами за место в основном составе были будущие игроки сборной — Бент Кристенсен и Клаус Нильсен. В основу попали Лаудруп и Нильсен, вместе они сформировали результативную связку. Кроме того, в «Брондбю» Лаудруп играл вместе с вратарём Петером Шмейхелем. Со своим первым клубом Бриан дважды выиграл чемпионат Дании — в сезонах 1987 и 1988 годов. В середине сезона 1989 года контракт Лаудрупа с «Брондбю» истёк и он согласился присоединиться к немецкому клубу «Юрдинген 05». Стоимость трансфера составила около 8 млн датских крон, однако «Брондбю» и отец Бриана (по совместительству его агент) не смогли поделить деньги. Датский футбольный союз вынес такое решение: «Брондбю» полагалось около 3,9 миллиона датских крон, Лаудрупам — 3,3 миллиона, остальные 800 тысяч платить не требовалось. В марте 1990 года все аспекты спора были разрешены окончательно.

#### Германия
Бриан присоединился к «Юрдингену», так как считал, что в новом клубе груз возлагаемых на него ожиданий будет меньше. Он также хотел играть с товарищем по сборной, Яном Бартрамом, который присоединился к клубу годом ранее. Требования руководства клуба были не столь высокими, поэтому Лаудруп регулярно появлялся в основном составе. Он забил шесть голов в 34 играх в сезоне Бундеслиги 1989/90 и за хорошую игру был признан футболистом года в Дании. Однако когда Лаудруп понял, что руководство «Юрдингена» не собирается покупать игроков для усиления команды, он решил покинуть клуб летом 1990 года.
Выступления Лаудрупа-младшего в Бундеслиге и в сборной (см. Карьера в сборной) привлекли внимание мюнхенской «Баварии», которая в мае 1990 года купила Лаудрупа за 6 млн немецких марок, что на тот момент превратило его в самого дорогого игрока Бундеслиги. В своём первом сезоне с «Баварией» Лаудруп забил девять мячей в 33 играх, а клуб занял второе место. Лаудруп также помог «Баварии» добраться до полуфинала Кубка европейских чемпионов, где клуб после экстра-таймов уступил «Милану» по правилу выездного гола. Авторитетное немецкое издание «Kicker» признало его лучшим нападающим года и включило в символическую сборную чемпионата.
В августе 1991 года после пяти игр в новом сезоне Лаудруп получил травму крестообразной связки правого колена. В декабре 1991 года он заявил, что новые руководители «Баварии», Франц Беккенбауэр и Карл-Хайнц Румменигге, создали хаос в команде, публично критикуя молодых игроков клуба. Он вернулся в команду в феврале 1992 года и сыграл последние 15 матчей сезона, «Бавария» финишировала десятой. Несмотря на травму, в сезоне 1991/92 Лаудруп снова стал футболистом года в Дании и занял пятое место в ходе выбора лауреата премии «Игрок года ФИФА». Травмы, плохая игра команды и конфликты с руководством клуба привели к тому, что Лаудруп отказался продлевать свой контракт и покинул «Баварию» летом 1992 года.

#### Италия
Несмотря на интерес со стороны «Манчестер Юнайтед» и других именитых европейских клубов, Лаудруп решил воплотить свою мечту детства — перейти в Серию А, которая на то время была ведущей лигой в мире. Он подписал контракт с «Фиорентиной», куда вместе с ним отправился Штефан Эффенберг, его одноклубник по «Баварии». Клуб хорошо начал сезон, в первой части чемпионата команда играла в открытый и атакующий футбол, благодаря чему шла на втором месте в турнирной таблице после «Милана». Однако во второй половине сезона после одного из поражений президент «Фиорентины», Витторио Чеччи Гори, уволил тренера команды Луиджи Радиче. Смена тренера негативно сказалась на «Фиорентине» — команда в целом стала демонстрировать посредственные результаты. Клуб постепенно опускался в турнирной таблице, болельщики всё больше и больше критиковали Лаудрупа. Стиль игры «Фиорентины» стал более оборонительным, а Лаудрупу приходилось даже играть на позиции правого защитника, чтобы сдержать атаки соперника. Датчанин планировал покинуть клуб и поэтому в общении с прессой часто позволял себе резкую критику в адрес руководства. «Фиорентина» впервые за последние 50 лет покинула высший дивизион чемпионата Италии, несмотря на наличие в составе таких игроков, как Штефан Эффенберг, Габриэль Батистута и сам Лаудруп. После финального тура того сезона Лаудрупу, дабы избежать стычек с болельщиками, пришлось покинуть стадион в багажнике отцовского автомобиля. В следующем сезоне футболист был отдан в аренду «Милану».
«Милан» арендовал Лаудрупа на сезон 1993/94. В ходе сезона он нечасто появлялся на поле из-за постоянной ротации состава, а также лимита, согласно которому на поле должно было быть не более трёх иностранцев. В составе «Милана» в то время было шесть легионеров помимо Лаудрупа: Марсель Десайи, Жан-Пьер Папен, Деян Савичевич, Звонимир Бобан, Флорин Рэдучою и Марко ван Бастен. Кроме того, тренер Фабио Капелло предпочитал игроков более оборонительного типа, а Лаудруп таким не являлся. Оборонительная тактика Капелло дала результат: «Милан» стал чемпионом, забив лишь 36 голов в 34 матчах. Лаудруп также сыграл семь матчей в победной для «Милана» Лиге чемпионов. 20 октября 1993 года он отметился голом в ворота «Копенгагена», но в финальном матче против «Барселоны» даже не попал в заявку. Несмотря на то, что контракт с «Фиорентиной» был подписан до лета 1996 года, в декабре 1993 года Лаудруп заявил, что не хочет возвращаться в клуб.

#### «Рейнджерс»
В июле 1994 года у Лаудрупа появилась возможность покинуть Италию, когда тренер шотландского клуба «Рейнджерс» Уолтер Смит пригласил его в стан «светло-синих». Кроме того, на переезде в Шотландию настояла жена Бриана. «Рейнджерс» в то время был амбициозным клубом, готовым потратить деньги, чтобы достичь успеха на европейской арене. Этот факт привлёк внимание Лаудрупа, и он подписал контракт стоимостью 2,3 млн фунтов стерлингов, получив майку с номером 11. Многие игроки «Рейнджерс», в частности Энди Горам, были рады приходу Бриана в команду. Лаудруп, в свою очередь, был настолько доволен новым клубом, что через пять месяцев после перехода в «Рейнджерс» отверг предложение от «Барселоны». На удивлённый вопрос Уолтера Смита «Бриан, ты отказал Барселоне?» Лаудруп ответил: «Я предпочитаю играть против „Фалкирка“». После перехода в «Рейнджерс» Лаудруп стал одним из ключевых игроков клуба. По словам Алли Маккойста, тактика команды была простой: дать Лаудрупу мяч и уйти с его пути.
Дебютная игра Лаудрупа в чемпионате Шотландии состоялась 13 августа 1994 года против «Мотеруэлла». Он отдал две голевые передачи, а его клуб выиграл со счётом 2:1. Свой первый гол за клуб Лаудруп забил 17 сентября в ворота «Фалкирка», «Рейнджерс» одержал победу со счётом 2:0. В феврале-марте и под конец сезона «Рейнджерс» часто терял очки, тем не менее это не помешало клубу выиграть седьмой чемпионский титул подряд.
Осенью 1995 года Лаудруп пропустил девять игр чемпионата из-за травмы, полученной в матче за сборную. Его возвращение пришлось на матч против «Селтика» в ноябре, игра завершилась вничью 3:3. В том же году в команду пришёл Пол Гаскойн, с которым Лаудруп создал эффективную связку в полузащите. «Рейнджерс» выиграл свой очередной титул чемпиона Шотландии, а гол Лаудрупа, забитый в полуфинальном матче против «Селтика», был признан лучшим голом сезона в Кубке Шотландии. Он был забит так: Лаудруп принял мяч в центре поля, отпасовал на правый фланг Гордону Дьюри и открылся под ответную передачу. Получив пас, он внешней стороной стопы забил победный гол. В финале кубка Шотландии 1996 года против «Харт оф Мидлотиан» он сделал дубль и помог забить ещё три гола Гордону Дьюри. Болельщики «Рейнджерс» называют эту игру «финалом Лаудрупа».
В следующем сезоне весной из-за травм нападающих «Рейнджерс» Лаудрупу пришлось стать лидером атаки. 26 октября 1996 года он оформил дубль в игре с «Мотеруэллом», «Рейнджерс» выиграл со счётом 5:0. 14 ноября Лаудруп сильным ударом с 25 метров забил единственный гол в выездном матче с «Селтиком». 16 марта 1997 года во втором выездном матче дерби «Рейнджерс» снова праздновал победу благодаря голу Лаудрупа. Несмотря на то, что весной «Рейнджерс» стал проигрывать почти в половине матчей, клуб снова выиграл чемпионат, уже девятый раз подряд.

В целом карьера Лаудрупа в Шотландии была весьма успешной: он помог «Рейнджерс» довести серию побед в чемпионате до девяти, а также ещё дважды становился футболистом года в Дании, в общей сложности завоевав эту награду рекордные четыре раза. Лаудруп также дважды — в сезонах 1994/95 и 1996/97 — становился игроком года по версии Шотландской ассоциации футбольных журналистов: в сезоне 1994/95 его помимо этого признали игроком года футболисты ШПФА. Даже футболист «Селтика» Чарли Николас восхищался Лаудрупом: 
Я знаю, болельщикам «Селтика» надоело упоминание имени Бриана Лаудрупа, но я не могу успокоиться. Возможно, он и принадлежит «Рейнджерс», но Лаудруп соответствует моему идеалу игрока «Селтика».
 С «Рейнджерс» Лаудруп достиг пика своей карьеры, многие болельщики до сих пор считают его лучшим легионером в истории клуба.

#### Дальнейшая карьера
В 1998 году Лаудруп присоединился к «Челси». Однако он был очень недоволен своим положением в Лондоне, попытавшись разорвать контракт ещё до официального дебюта за «Челси» и в преддверии чемпионата мира 1998 связавшись по этому поводу с руководством клуба. Чиновники «Челси» отказали Лаудрупу и заявили, что обратятся в суд с привлечением к делу ФИФА и УЕФА, если договор не будет отработан. Таким образом, Лаудруп остался игроком «Челси».

Он открыто заявлял о своём недовольстве политикой ротации состава столичного клуба: 
Я бы подумал дважды о подписании контракта с «Челси», если бы я знал. […] Когда в феврале я впервые обсуждал с «Челси» условия договора, никто не сказал мне об этой системе, если бы я знал об этом, я бы поднял этот вопрос.
 Лаудруп также возмущался тем, что даже признание лучшим игроком матча не давало ему гарантии, что в следующей игре он вообще попадёт в заявку.
Лаудруп дебютировал за «Челси», выйдя на замену в победном матче за Суперкубок УЕФА 1998. Он играл нечасто из-за травм и системы ротации состава, которая не гарантировала ни одному игроку место в составе. Кроме того, Лаудруп часто ссорился с руководством клуба.

Выступая за «Челси», Лаудруп забил только один гол — в Кубке обладателей кубков, но это был единственный мяч в игре против «Копенгагена», который вывел «Челси» в четвертьфинал. Это также была его последняя игра за лондонский клуб. После матча тренер Джанлука Виалли так прокомментировал игру Лаудрупа за «Челси»: 
Я всегда верил в Бриана. Я знал, что перед игрой у него был довольно трудный период с учётом положения дел, но он выделялся и на тренировках, и в предыдущих матчах, и он дал очень хороший ответ. Он был профессионалом, и гол стал для него достойной наградой.
Когда бывшего товарища Лаудрупа по «Челси», Грэма Ле Со, в интервью попросили составить свою символическую сборную, он включил туда Лаудрупа. Кроме того, он заявил, что Лаудруп наряду с Луишем Фигу был для него самым сложным соперником на поле.
Весной 1999 года Лаудруп вернулся в Данию, перейдя на правах аренды в «Копенгаген», стоимость трансфера составила 1,2 млн фунтов. Лаудруп объяснил свой выбор тем, что соскучился по родине и устал от многочисленных переходов из одного клуба в другой. Перейдя в «Копенгаген», он стал игроком главного соперника своего бывшего клуба, «Брондбю». Именно в матче против этой команды 14 марта 1999 года Лаудруп дебютировал за «Копенгаген». Болельщики «Брондбю» громко освистывали его, чем оказывали давление на футболиста. Матч завершился поражением столичного клуба со счётом 3:2. Фанаты других датских клубов также недолюбливали игрока, в итоге Лаудруп воспользовался пунктом контракта, который позволял ему досрочно разорвать соглашение. Свой последний матч за «Копенгаген» он сыграл против всё того же «Брондбю». Его нынешний клуб взял своеобразный реванш, обыграв соперника с минимальным счётом.
Семейные проблемы стали причиной трансфера Лаудрупа в «Аякс». На то время Лаудруп всё ещё числился игроком «Челси», поэтому «Аяксу» пришлось вести переговоры именно с лондонцами. Комментируя переход, Лаудруп заявил: «Мне поступили предложения от 15 команд, и я чувствую, что для меня „Аякс“ является подходящим клубом. Мне не нравилось играть за „Копенгаген“. Там у меня были те же проблемы, что и в „Челси“; я не мог продемонстрировать более 70 % своих реальных возможностей». Тренер «Аякса» Ян Ваутерс, который провёл с ним сезон в «Баварии» как игрок, добавил: «Я люблю Бриана за то, что он может адаптироваться и отыграть на нескольких позициях». Дебют датчанина в «Аяксе» состоялся 31 июля в матче с бразильским «Сантосом», который проходил в рамках Амстердамского турнира. Спустя восемь дней его команда проиграла «Фейеноорду» в матче за Суперкубок Нидерландов. После успешного сезона 1999/2000, в котором Лаудруп забил 15 голов в 38 матчах, он не смог продолжить играть за «Аякс» из-за травм. Лаудруп был вынужден уйти из большого спорта в 31 год, проведя одну из самых успешных карьер в истории датского футбола.

### Карьера в сборной

#### Молодёжная/олимпийская
Лаудруп дебютировал за сборную Дании среди юношей в возрасте до 17 лет в июле 1984 года и до октября сыграл шесть матчей за команду. С октября 1985 по август 1987 года он провёл 12 игр и забил шесть голов за юношескую (до 19 лет) сборную Дании. Он также представлял датскую молодёжную сборную в пяти играх с июня 1987 по ноябрь 1988 года. В апреле 1987 года тренер Зепп Пионтек вызвал его в основную сборную в качестве замены для старшего брата, Микаэля, но Бриан так и не дебютировал.
Рихард Мёллер-Нильсен включил Лаудрупа в состав олимпийский сборной для участия в трёх квалификационных матчах Олимпийских игр 1988 года. Первую игру в олимпийской сборной Лаудруп провёл 18 ноября 1987 года в возрасте 18 лет, проиграв с ней с минимальным счётом команде ФРГ, кроме него, в той игре также дебютировал Бьярне Голльбек. Лаудруп забил свой первый гол за команду в третьей игре, 20 апреля 1988 года, когда Дания обыграла Грецию со счётом 4:0. Пионтек включил его в расширенный список на чемпионат Европы 1988 года. В апреле 1988 года он вышел на замену в товарищеском матче против Австрии и сломал ключицу как раз перед оглашением окончательного состава сборной.

#### Основная
В феврале 1989 года Лаудрупа снова начали вызывать в сборную, где под руководством возглавившего команду Мёллера-Нильсена он стал её основным игроком. Он забил три гола в четырёх матчах отборочного цикла, а Дания едва не вышла на чемпионат мира 1990 года. Во время конфликта с «Брондбю» относительно трансферной стоимости Лаудрупа обсуждался вопрос, следует ли Датскому футбольному союзу запретить футболисту играть за сборную. В ноябре 1990 года после трёх игр в отборочном цикле к Евро-1992 Лаудруп решил покинуть сборную вместе с Яном Бартрамом и своим братом, так как перестал уважать Мёллера-Нильсена.
Лаудруп вернулся в сборную в апреле 1992 года. В том же году он поехал с датской сборной на чемпионат Европы в Швецию, Дания заменила Югославию, которая не смогла участвовать в турнире по политическим причинам. В строго оборонительной стратегии команды Бриан Лаудруп был одним из немногих атакующих игроков. Первый матч против команды Англии завершился безголевой ничьей, датчане были довольны этим результатом. Потом Дания с минимальным счётом уступила шведам, но выиграла у сборной Франции, а шведы в последнем матче переиграли англичан, обеспечив команде Лаудрупа попадание в полуфинал. В 1/2 финала датчане встретились с действующим чемпионом Европы, командой Нидерландов. Более именитому сопернику всё время приходилось отыгрываться, а в серии пенальти Шмейхель отбил удар ван Бастена. Решающий мяч забил никогда до этого не пробивавший пенальти защитник Ким Кристофте. Перед финальным матчем с командой Германии не все игроки Дании смогли восстановиться, у самого Лаудрупа были боли в колене. Тем не менее, именно датчане открыли счёт, забил Йон Йенсен, который до того ни разу не забивал за сборную. Немцы атаковали всей командой, но Петер Шмейхель не давал сопернику забить. Потом команда Лаудрупа забила второй гол, в итоге выиграв первый в своей истории чемпионат Европы. Хотя Лаудруп не забил ни одного гола на турнире, его мастерство и скорость принесли большую пользу датской команде. Лаудруп стал пятым в ходе выбора лауреата премии «Игрок года ФИФА», поделив это место со Шмейхелем, а в национальном голосовании обошёл его, завоевав свой второй титул футболиста года в Дании.
В квалификации на чемпионат мира 1994 года Бриан Лаудруп забил два гола в 12 играх, кроме того, во время квалификационного турнира в команду вернулся его брат Микаэль. Однако Дания не прошла в финальную часть, пропустив на первые места в группе Испанию и Ирландию.
Лаудруп был одним из ключевых игроков датской команды, которая выиграла Кубок короля Фахда 1995 года: он забил гол в ворота сборной Саудовской Аравии, обойдя трёх защитников и пробив с острого угла. Дания выиграла со счётом 2:0. По версии ФИФА, это один из лучших голов в истории турнира. В финале, где Дания обыграла команду Аргентины со счётом 2:0, Лаудруп прошёл с мячом по флангу и отдал результативную передачу, чем помог забить второй гол. Лаудруп завоевал «Золотой мяч» турнира, став его лучшим игроком.
Лаудруп выступал в составе сборной на Евро-1996, однако команда не смогла защитить титул. Лаудруп забил три гола на турнире, в том числе сделав дубль в матче против сборной Турции, но команда не прошла групповой этап.
Забив четыре гола в семи играх отборочного турнира, Лаудруп помог Дании попасть на чемпионат мира 1998 года — единственный мундиаль в своей карьере. В финальной части турнира Бриан забил два гола и отдал три голевые передачи. В 1/8 финала Дания со счётом 4:1 обыграла команду Нигерии. В четвертьфинале Лаудруп провёл последний матч за сборную Дании против бразильцев, он помог своей команде забить первый гол и сам забил второй, отправив мяч в ближнюю «девятку» и сравняв счёт (2:2). Однако на 60-й минуте Ривалдо забил третий гол у бразильцев, установив окончательный счёт встречи.
Выход в четвертьфинал в 1998 году стал лучшим достижением Дании на чемпионатах мира, позже Лаудруп скажет, что этот состав был сильнее, чем тот, который победил на Евро-1992. Наряду со своим братом Микаэлем он стал одним из 16 игроков, включённых ФИФА в сборную «Всех звёзд» чемпионата 1998 года. После окончания турнира Лаудруп решил закончить карьеру в сборной в возрасте 29 лет. За 11 лет в сборной он сыграл 82 матча и забил 21 мяч.
| Голы в матчах за сборную                                                                              | Голы в матчах за сборную | Голы в матчах за сборную   | Голы в матчах за сборную | Голы в матчах за сборную | Голы в матчах за сборную | Голы в матчах за сборную  |
| № | Дата                     | Город                      | Соперник                 | Счёт1                    | Результат                | Турнир                    |
| --- | ------------------------ | -------------------------- | ------------------------ | ------------------------ | ------------------------ | ------------------------- |
| 1 | 20 апреля 1988 года      | Ольборг, Дания             | Греция                   | 4:0                      | Победа                   | Отборочный турнир ОИ-1988 |
| 2 | 26 апреля 1989 года      | София, Болгария            | Болгария                 | 2:0                      | Победа                   | Отборочный турнир ЧМ-1990 |
| 3 | 17 мая 1989 года         | Копенгаген, Дания          | Греция                   | 7:1                      | Победа                   | Отборочный турнир ЧМ-1990 |
| 4 | 11 октября 1989 года     | Копенгаген, Дания          | Румыния                  | 3:0                      | Победа                   | Отборочный турнир ЧМ-1990 |
| 5 | 11 сентября 1990 года    | Копенгаген, Дания          | Уэльс                    | 1:0                      | Победа                   | Товарищеский матч         |
| 6 | 25 августа 1993 года     | Копенгаген, Дания          | Литва                    | 4:0                      | Победа                   | Отборочный турнир ЧМ-1994 |
| 7 | 13 октября 1993 года     | Копенгаген, Дания          | Северная Ирландия        | 1:0                      | Победа                   | Отборочный турнир ЧМ-1994 |
| 8 | 17 августа 1994 года     | Копенгаген, Дания          | Финляндия                | 2:1                      | Победа                   | Товарищеский матч         |
| 9 | 8 января 1995 года       | Эр-Рияд, Саудовская Аравия | Саудовская Аравия        | 2:0                      | Победа                   | Кубок короля Фахда 1995   |
| 10 | 7 июня 1995 года         | Копенгаген, Дания          | Кипр                     | 4:0                      | Победа                   | Отборочный турнир ЧЕ-1996 |
| 11 | 24 апреля 1996 года      | Копенгаген, Дания          | Шотландия                | 2:0                      | Победа                   | Товарищеский матч         |
| 12 | 9 июня 1996 года         | Шеффилд, Англия            | Португалия               | 1:1                      | Ничья                    | Чемпионат Европы 1996     |
| 13, 14                                                                                                | 19 июня 1996 года        | Шеффилд, Англия            | Турция                   | 3:0                      | Победа                   | Чемпионат Европы 1996     |
| 15 | 9 октября 1996 года      | Копенгаген, Дания          | Греция                   | 2:1                      | Победа                   | Отборочный турнир ЧМ-1998 |
| 16 | 29 марта 1997 года       | Сплит, Хорватия            | Хорватия                 | 1:1                      | Ничья                    | Отборочный турнир ЧМ-1998 |
| 17 | 30 апреля 1997 года      | Копенгаген, Дания          | Словения                 | 4:0                      | Победа                   | Отборочный турнир ЧМ-1998 |
| 18 | 10 сентября 1997 года    | Копенгаген, Дания          | Хорватия                 | 3:1                      | Победа                   | Отборочный турнир ЧМ-1998 |
| 19 | 25 марта 1998 года       | Глазго, Шотландия          | Шотландия                | 1:0                      | Победа                   | Товарищеский матч         |
| 20 | 28 июня 1998 года        | Сен-Дени, Франция          | Нигерия                  | 4:1                      | Победа                   | Чемпионат мира 1998       |
| 21 | 3 июля 1998 года         | Нанси, Франция             | Бразилия                 | 2:3                      | Поражение                | Чемпионат мира 1998       |
| Примечания: 1 — Счёт матча, вначале указывается количество мячей, забитых футболистами сборной Дании. |                          |                            |                          |                          |                          |                           |

## Стиль игры
Лаудруп играл на позиции атакующего полузащитника или второго нападающего, однако в «Фиорентине» ему порою приходилось становиться в защиту, чтобы помочь команде обороняться. В «Рейнджерс» тренер Уолтер Смит не закреплял за ним конкретной позиции, давая свободу действий. В Шотландии он в основном играл роль плеймейкера и в нападение переместился только в период, когда основные форварды были травмированы.
По словам футболиста «Рейнджерс» Джона Грейга, Лаудруп был также очень бескорыстным игроком, ему больше нравилось помогать забивать партнёрам по команде, чем решать судьбу эпизода самому.
Игра Лаудрупа отличалась высокой скоростью и хорошим владением мячом. Он использовал свои сильные стороны, обходя на скорости соперников и с относительной лёгкостью создавая моменты для товарищей по команде. Даже в тренировочных матчах по пять игроков в команде товарищи Лаудрупа по клубу не могли забрать у него мяч.
Бриан Лаудруп был удивительным игроком. На тренировке, даже если ты точно знал, что Бриан собирается сделать, ты всё равно не мог остановить его. Я помню, Стюарт Макколл пытался забрать у него мяч восемь или девять раз и так и не смог это сделать, причём Бриан каждый раз делал один и тот же финт.Пол Гаскойн

## Статистика
| Выступления за клуб | Выступления за клуб | Выступления за клуб      | Лига  | Лига | Кубок             | Кубок             | Кубок лиги             | Кубок лиги             | Континентальное первенство | Континентальное первенство | Всего | Всего |
| Сезон               | Клуб                | Лига                     | Матчи | Голы | Матчи             | Голы              | Матчи                  | Голы                   | Матчи                      | Голы                       | Матчи | Голы  |
| Дания               | Дания               | Дания                    | Лига  | Лига | Кубок Дании       | Кубок Дании       | Кубок датской лиги     | Кубок датской лиги     | Европа                     | Европа                     | Всего | Всего |
| ------------------- | ------------------- | ------------------------ | ----- | ---- | ----------------- | ----------------- | ---------------------- | ---------------------- | -------------------------- | -------------------------- | ----- | ----- |
| 1986                | Брондбю             | 1-й Дивизион             | 2     | 0    |                   |                   |                        |                        |                            |                            | 2     | 0     |
| 1987                | Брондбю             | 1-й Дивизион             | 24    | 11   |                   |                   |                        |                        | 2                          | 0                          | 26    | 11    |
| 1988                | Брондбю             | 1-й Дивизион             | 12    | 0    |                   |                   |                        |                        |                            |                            | 12    | 0     |
| 1989                | Брондбю             | 1-й Дивизион             | 11    | 2    |                   |                   |                        |                        | 1                          | 0                          | 12    | 2     |
| Германия            | Германия            | Германия                 | Лига  | Лига | Кубок Германии    | Кубок Германии    | Другое                 | Другое                 | Европа                     | Европа                     | Всего | Всего |
| 1989/90             | Юрдинген 05         | Бундеслига               | 34    | 6    |                   |                   |                        |                        |                            |                            | 34    | 6     |
| 1990/91             | Бавария             | Бундеслига               | 33    | 9    | 1                 | 0                 | 1                      | 0                      | 7                          | 0                          | 42    | 9     |
| 1991/92             | Бавария             | Бундеслига               | 20    | 2    | 1                 | 0                 |                        |                        |                            |                            | 21    | 2     |
| Италия              | Италия              | Италия                   | Лига  | Лига | Кубок Италии      | Кубок Италии      | Другое                 | Другое                 | Европа                     | Европа                     | Всего | Всего |
| 1992/93             | Фиорентина          | Серия A                  | 31    | 5    | 4                 | 1                 |                        |                        |                            |                            | 35    | 6     |
| 1993/94             | Милан               | Серия A                  | 9     | 1    | 2                 | 0                 |                        |                        | 7                          | 1                          | 18    | 2     |
| Шотландия           | Шотландия           | Шотландия                | Лига  | Лига | Кубок Шотландии   | Кубок Шотландии   | Кубок шотландской лиги | Кубок шотландской лиги | Европа                     | Европа                     | Всего | Всего |
| 1994/95             | Рейнджерс           | Шотландская Примьер-лига | 33    | 10   | 2                 | 2                 | 1                      | 1                      | 2                          | 0                          | 38    | 13    |
| 1995/96             | Рейнджерс           | Шотландская Примьер-лига | 22    | 2    | 5                 | 3                 | 1                      | 0                      | 5                          | 1                          | 34    | 6     |
| 1996/97             | Рейнджерс           | Шотландская Примьер-лига | 33    | 16   | 2                 | 0                 | 2                      | 2                      | 6                          | 2                          | 43    | 20    |
| 1997/98             | Рейнджерс           | Шотландская Примьер-лига | 28    | 5    | 4                 | 0                 | 0                      | 0                      | 4                          | 0                          | 36    | 5     |
| Англия              | Англия              | Англия                   | Лига  | Лига | Кубок Англии      | Кубок Англии      | Кубок Футбольной лиги  | Кубок Футбольной лиги  | Европа                     | Европа                     | Всего | Всего |
| 1998/99             | Челси               | Английская Премьер-лига  | 7     | 0    |                   |                   |                        |                        | 4                          | 1                          | 11    | 1     |
| Дания               | Дания               | Дания                    | Лига  | Лига | Кубок Дании       | Кубок Дании       | Кубок датской лиги     | Кубок датской лиги     | Европа                     | Европа                     | Всего | Всего |
| 1998/99             | Копенгаген          | Датская Суперлига        | 12    | 2    |                   |                   |                        |                        |                            |                            | 12    | 2     |
| Нидерланды          | Нидерланды          | Нидерланды               | Лига  | Лига | Кубок Нидерландов | Кубок Нидерландов | Другое                 | Другое                 | Европа                     | Европа                     | Всего | Всего |
| 1999/2000           | Аякс                | Эредивизи                | 31    | 13   | 1                 | 0                 | 1                      | 0                      | 5                          | 2                          | 38    | 15    |
| Всего за карьеру    | Дания               | Дания                    | 61    | 15   |                   |                   |                        |                        | 3                          | 0                          | 64    | 15    |
| Всего за карьеру    | Германия            | Германия                 | 87    | 17   | 2                 | 0                 | 1                      | 0                      | 7                          | 0                          | 97    | 17    |
| Всего за карьеру    | Италия              | Италия                   | 40    | 6    | 6                 | 1                 |                        |                        | 7                          | 1                          | 53    | 8     |
| Всего за карьеру    | Шотландия           | Шотландия                | 116   | 33   | 13                | 5                 | 4                      | 3                      | 17                         | 3                          | 150   | 44    |
| Всего за карьеру    | Англия              | Англия                   | 7     | 0    |                   |                   |                        |                        | 4                          | 1                          | 11    | 1     |
| Всего за карьеру    | Нидерланды          | Нидерланды               | 31    | 13   | 1                 | 0                 | 1                      | 0                      | 5                          | 2                          | 38    | 15    |
| Итого               | Итого               | Итого                    | 342   | 84   | 22                | 6                 | 5                      | 3                      | 43                         | 7                          | 412   | 100   |

## Достижения
Командные
«Брондбю»
- Чемпион Суперлиги (2): 1987, 1988

«Милан»
- Чемпион Серии A: 1993/94
- Победитель Лиги чемпионов УЕФА: 1993/94

«Рейнджерс»
- Чемпион Шотландии (3): 1994/95, 1995/96, 1996/97
- Обладатель Кубка Шотландии: 1995/96
- Обладатель Кубка шотландской лиги: 1996/97

«Челси»
- Обладатель Суперкубка УЕФА: 1998

«Сборная Дании»
- Чемпион Европы: 1992
- Обладатель Кубка конфедераций: 1995

Личные
- Футболист года в Дании (4): 1989, 1992, 1995, 1997
- Игрок года по версии футболистов ШПФА: 1995
- Игрок года по версии ШАФЖ (2): 1995, 1997
- Лучший футболист Кубка Конфедераций: 1995
- Включён в состав символической сборной Бундеслиги по версии Kicker: 1989/90
- Символическая сборная чемпионата Европы по версии УЕФА: 1992
- Входит в состав символической сборной чемпионата мира 1998
- Введён в Зал славы датского футбола
- Введён в Зал славы шотландского футбола
- В списке ФИФА 100

## Личная жизнь
После окончания карьеры Лаудруп стал комментатором Лиги чемпионов и экспертом датского канала TV3, ему помогает Йес Дорф Петерсен, они заменили двух других датских футболистов: Петера Шмейхеля и Пребена Элькьер-Ларсена. Вместе с бывшим товарищем по сборной, Ларсом Хёгом, он открыл молодёжный футбольный лагерь «Laudrup & Høgh ProCamp». В свободное время он вместе с братом играет за состав ветеранов клуба «Люнгбю».
Бриан женат на Метте Лаудруп, у них двое детей — сын Николай (старший) и дочь Расмине (Rasmine). Расмине занимается конным спортом. Её супруга — Катрин Дюфур, чемпионка мира по конному спорту в выездке, участница Олимпийских игр.
В 2010 году у Лаудрупа обнаружили лимфому на ранней стадии заболевания. Спустя три месяца после начала лечения врачи сообщили Лаудрупу, что признаков болезни больше нет.